# NGC 6509
NGC 6509 في الفهرس العام الجديد، هي مجرة، تقع في كوكبة الحواء. اكتشفت في 20 يوليو 1879 بواسطة إدوارد ستيفان.

## روابط خارجية
- NGC 6509 على موقع ويكي سكاي: DSS2, SDSS, GALEX, IRAS, Hydrogen α, X-Ray, Astrophoto, Sky Map, Articles and images